# Richard Wilkinson
Pour les articles homonymes, voir Wilkinson.
Richard Gerald Wilkinson (né en 1943) est un épidémiologiste britannique. 

## Biographie
Richard Wilkinson a étudié l’histoire de l’économie à la London School of Economics. Il est professeur émérite d’épidémiologie sociale à l’École de médecine de l’université de Nottingham, professeur honoraire au Collège universitaire de Londres et professeur invité à l’université de York. 
Il est l'auteur, avec Kate Pickett, de Pourquoi l'égalité est meilleure pour tous. En 2009, ils fondent ensemble The Equality Trust, qui milite pour une plus grande égalité de revenus entre les individus. En 2013, ils sont tous les deux lauréats du Silver Rose Award décerné par l'organisation Solidar. La même année, Richard Wilkinson est nommé Humanitarian of the Year par Community Access Unlimited. En 2014, la Irish Cancer Society décerne à Kate Pickett et Richard Wilkinson la Charles Cully Memorial Medal.

## Ouvrages
- Kate Pickett et Richard Wilkinson, Pour vivre heureux, vivons égaux ! Comment l’égalité réduit le stress, préserve la santé mentale et améliore le bien-être de tous, 414 pages,  Editions les liens qui libèrent, 2019,
- François Ruffin et Richard Wilkinson (entretien), L'égalité c'est la santé !, Éditions Fakir, 2015, 68 pages  (ISBN 978-2369210092).
- Richard Wilkinson et Kate Pickett (trad. de l'anglais par André Verkaeren), Pourquoi l'égalité est meilleure pour tous [The Spirit Level: Why Equality Is Better for Everyone], Les Petits Matins, 2013, 512 p.  (ISBN 9782363831019).
- Richard Wilkinson (trad. de l'anglais par Oristelle Bonis), L'inégalité nuit gravement à la santé [Mind the gap: Hierarchies, Health and Evolution], Cassini, 2002, 88 p.  (ISBN 9782842250638).